# BX Весов
BX Весов (лат. BX Librae) — одиночная переменная звезда в созвездии Весов на расстоянии (вычисленном из значения параллакса) приблизительно 96496 световых лет (около 29586 парсеков) от Солнца. Видимая звёздная величина звезды — от +15,4m до +14,2m.

## Характеристики
BX Весов — оранжевый гигант, пульсирующая полуправильная переменная звезда (SR) спектрального класса K7,5III.